# GStar 2
O GStar 2 foi um satélite de comunicação geoestacionário construído pela RCA Astro (GE Astro) que era operado pela GTE. O satélite foi baseado na plataforma AS-3000 e sua expectativa de vida útil era de 10 anos.

## Lançamento
O satélite foi lançado com sucesso ao espaço no dia 28 de março de 1986, por meio de um veículo Ariane 3, a partir do Centro Espacial de Kourou, na Guiana Francesa, juntamente com o satélite Brasilsat A2. Ele tinha uma massa de lançamento de 1.270 kg.

## Capacidade
O GStar 2 era equipado com 16 (mais 5 de reserva) transponders em banda Ku.